# Krzywa (powiat bielski)
Krzywa – wieś w Polsce położona w województwie podlaskim, w powiecie bielskim, w gminie Bielsk Podlaski.
Wieś królewska w starostwie bielskim w ziemi bielskiej województwa podlaskiego w 1795 roku.  W latach 1975–1998 miejscowość należała administracyjnie do województwa białostockiego.
W latach 1973–1995 w gminie Orla.

## Religia
Prawosławni mieszkańcy wsi należą do parafii Ścięcia Głowy św. Jana Chrzciciela w Szczytach-Dzięciołowie, a wierni kościoła rzymskokatolickiego do parafii Najświętszej Opatrzności Bożej w Bielsku Podlaskim.

## Galeria

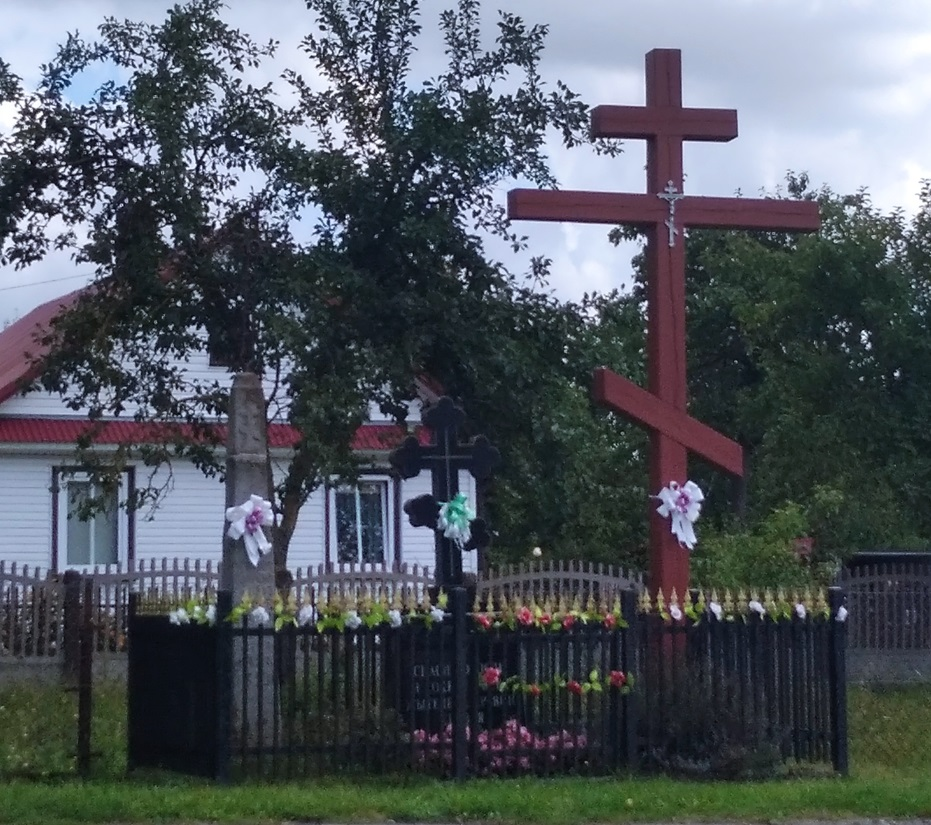
Prawosławne krzyże wotywne
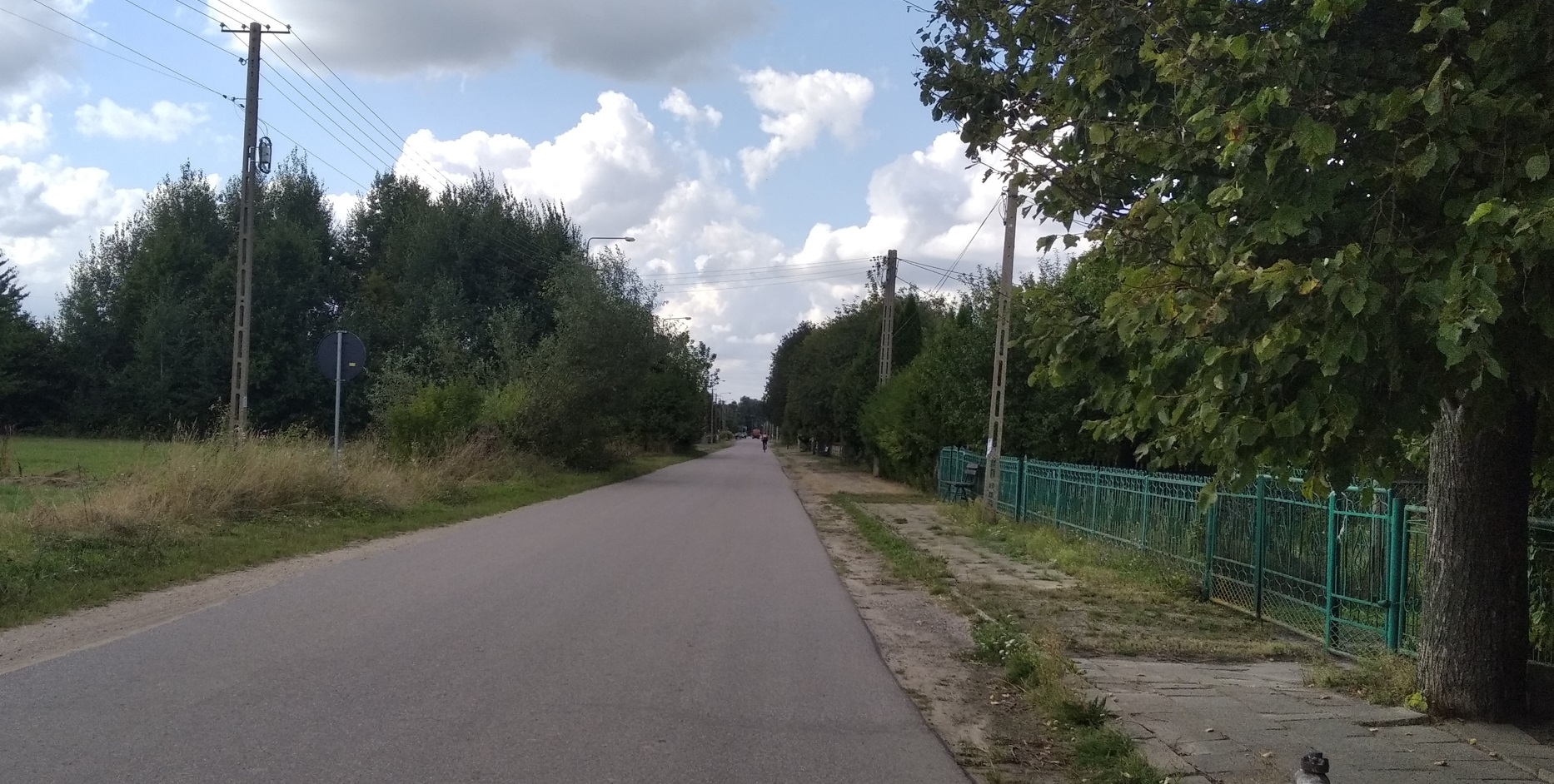
Droga od strony Rakowicz